# 建設系産業廃棄物
建設系産業廃棄物（けんせつけいさんぎょうはいきぶつ）とは産業廃棄物のうち、建設に伴う廃棄物を指す。主にマンションや住宅建設に伴う廃棄物、リフォームなどに伴う廃棄物、これらの解体工事に伴う廃棄物の総称。建設系産業廃棄物は、品目別の分別が困難なため、処理には選別機械などを駆使した中間処理工場での処理が必要となる。